# 沙火山

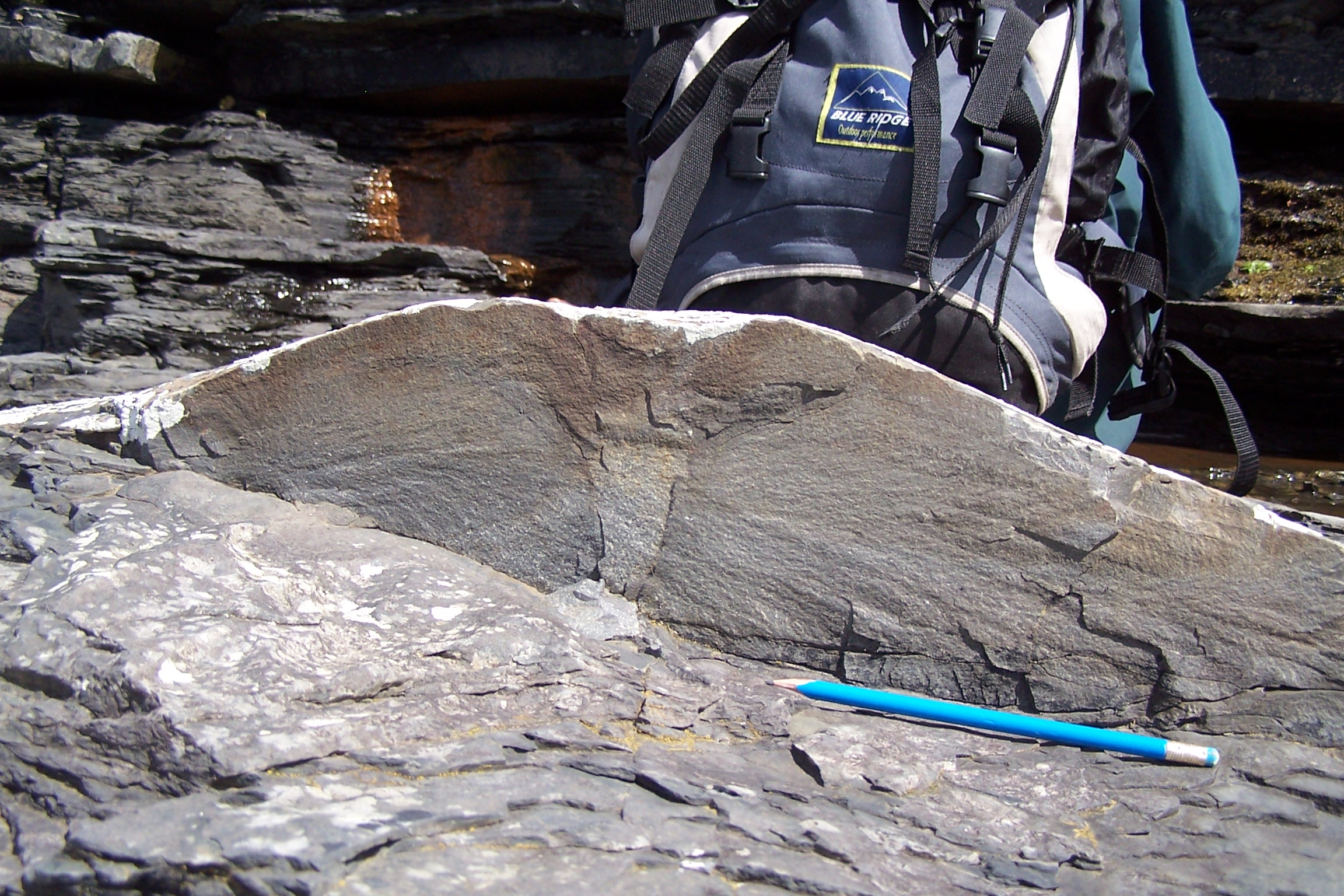
County Clare, Ireland中的一個沙火山的橫切面

沙火山（英語：sand volcano），又称砂沸、喷水冒砂（Sand boil）或，是由沙子從地下噴射到地表上形成的一個圓錐體。是由水在压力下把沙層涌出地面形成的。圓錐體的斜坡與沙子的休止角成正比。在圓錐體頂經常可以看到一個類似的火山口。該錐體看起來像一個小火山錐，直徑範圍從毫米到米不等。

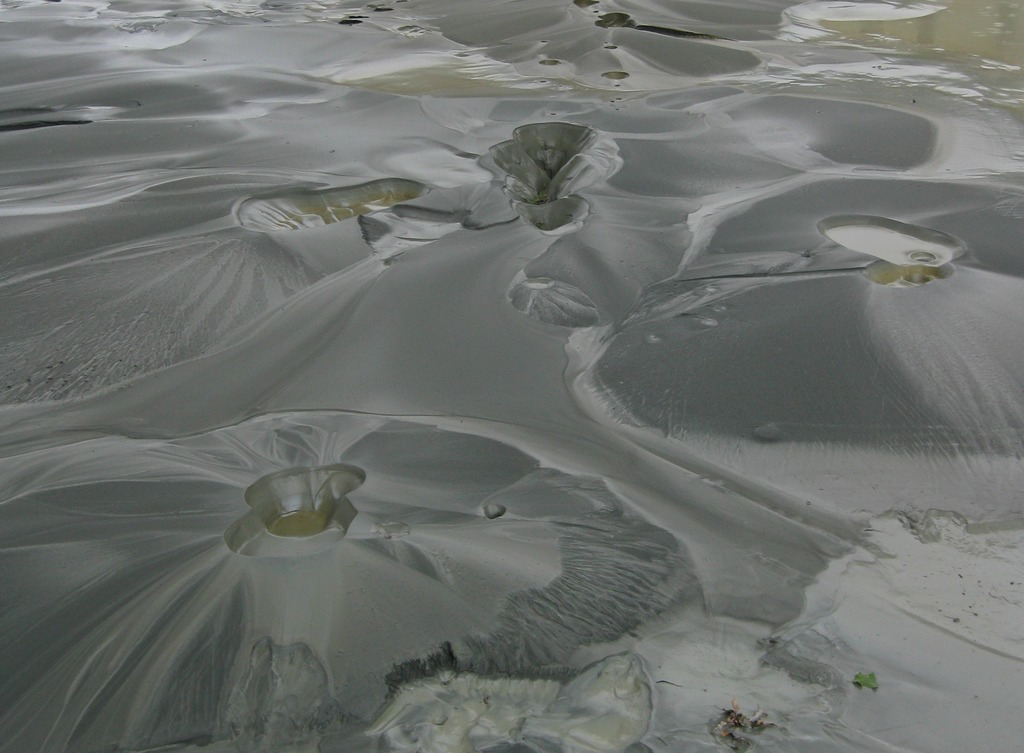
2011 Canterbury 地震形成的沙火山

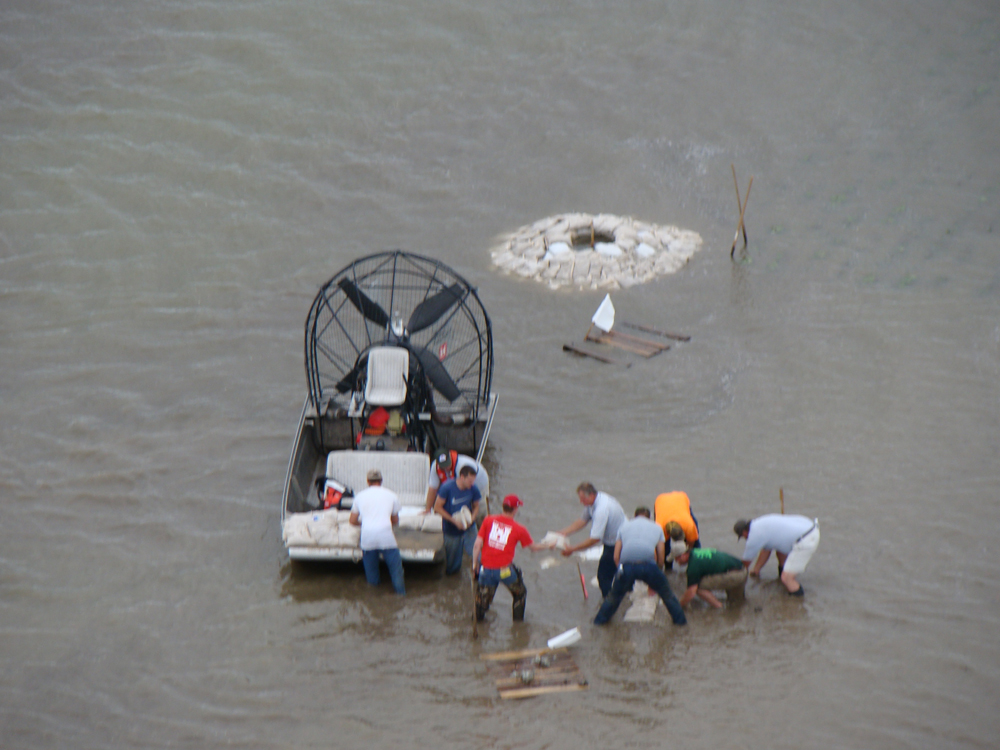
2011 Missouri River 汎濫中試圖用沙袋堵塞沙火山

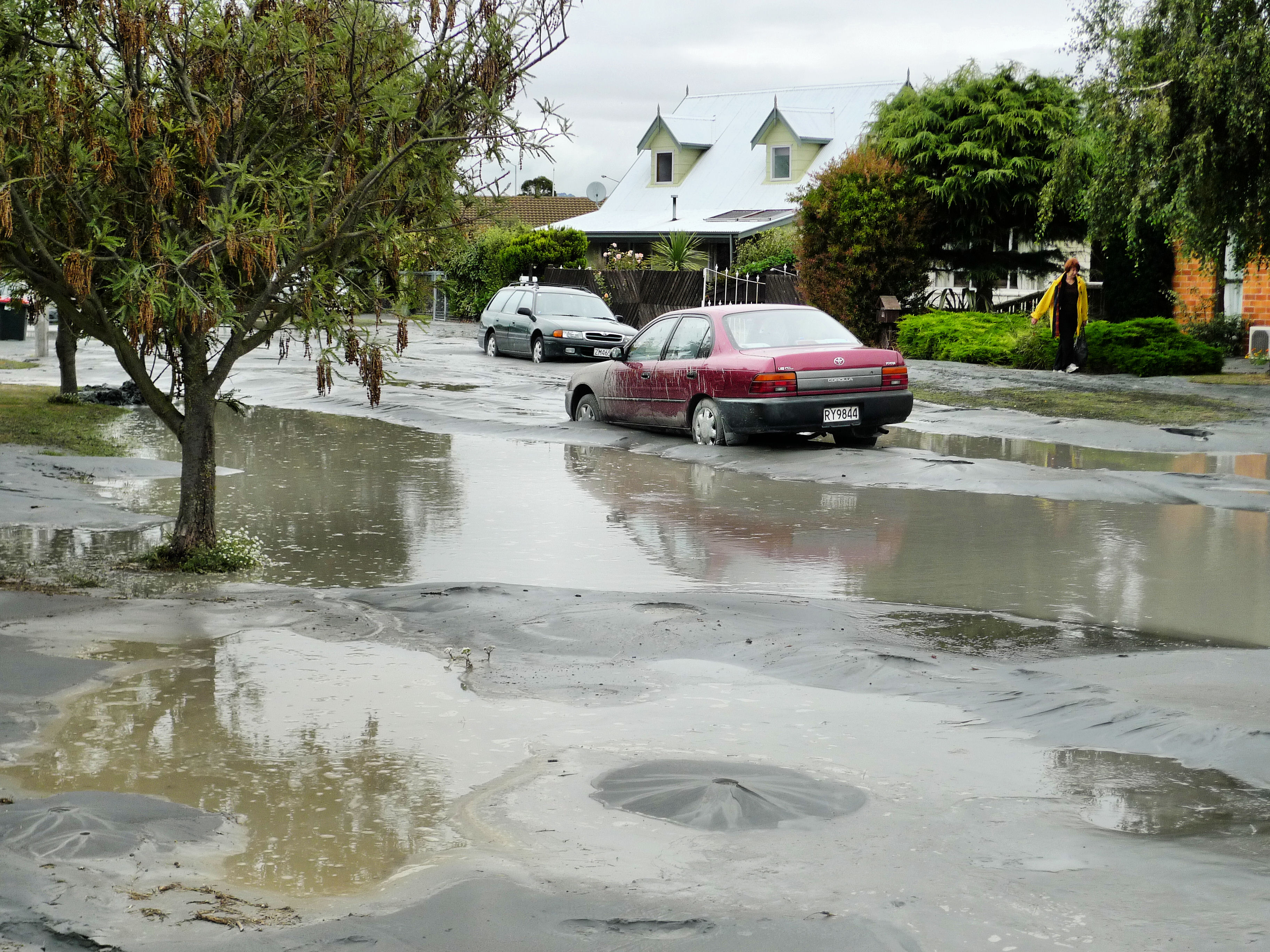
2011 Canterbury 地震，在街上形成的沙火山

根據地質學,此種形成機制和土壤液化有關，通常由地震引起。土壤液化會造成含飽和水的沈積物，經由壓力噴射液態沙（流化沙）到地面。新馬德里地震帶在1811-12年造成許多這樣的沙火山。在地表上，流化沙常沿線性裂縫被溢出。流化沙多由細顆粒沙子組成。世界上已知最大的沙火山或噴沙，在密蘇裡州海地附近，當地稱為「海灘」。全長2.3公里，佔地55公頃。
近年來，學者根據土壤液化特徵來研究古地震。例如碎屑岩脈（clastic dike）是標准由地震所造成的土壤液化特徵，也是過去地震活動的有力證據。
沙火山與泥火山不同，泥火山發生在間歇泉或地下氣體噴發區域。